# Playbill
Playbill is een maandelijks Amerikaans tijdschrift voor theaterbezoekers. Hoewel er een abonnementsnummer beschikbaar is voor thuisbezorging, worden de meeste exemplaren van de Playbill gedrukt voor bepaalde producties en aan de deur uitgedeeld als het programma van de show. De CEO en president is Philip S. Birsh.
Playbill werd voor het eerst gedrukt in 1884 voor een enkel theater in 21st Street in New York. Het tijdschrift wordt nu bijna door elk Broadway-theater gebruikt, en bij veel Off-Broadway-producties. Ook buiten New York wordt de Playbill gebruikt in theaters in de Verenigde Staten.

## Format
Elk nummer bevat artikelen over acteurs, nieuwe toneelstukken, musicals en speciale attracties. Deze "wraparound"-sectie is elke maand hetzelfde voor alle Playbills op alle locaties. Binnen deze wraparound bevat de Playbill foto's en biografieën van de cast; biografieën van auteurs, componisten en productiemedewerkers; een lijst van alle scènes en bij musicals ook een overzicht van de nummers en degene die desbetreffende nummer zingt (voor musicals); en een korte beschrijving van waar het stuk zich afspeelt en wanneer. Het vermeldt ook het aantal pauzes en "At This Theatre", een kolom met historische informatie over het theater waarin de productie is ondergebracht. De Playbill die op de openingsavond van een Broadway-show wordt verspreid, is voorzien van een zegel op de omslag en de datum staat op de titelpagina van het tijdschrift. Ook bestaan er opening-night playbills die niet de zegel hebben maar alleen de datum.
In plaats van de informatie over de cast en de show, bevat de abonnementseditie van de Playbill een overzicht van Broadway- en Off-Broadway-producties en nieuws van Londense producties en Noord-Amerikaanse touroperators.
De Playbill-banner is geel met zwarte letters. Sinds 2014 is de gele banner elk jaar in juni vervangen door een regenboogbanner voor LGBT Pride Month.

## Andere theatermagazines in Amerika
- Centerbill
- Stagebill